# Paroisse d'Ouachita
La paroisse d'Ouachita (anglais : Ouachita Parish) est une paroisse en Louisiane aux États-Unis d'Amérique. Le siège est la ville de Monroe. Elle était peuplée de 160 368 habitants en 2020. Elle a une superficie de 1 581 km2 de terre émergée et de 57 km2 d’eau.  
La paroisse est enclavée entre la paroisse de l'Union au nord, la paroisse de Morehouse au nord-est, la paroisse de Richland à l'est, la paroisse de Caldwell au sud, la paroisse de Jackson au sud-ouest et la paroisse de Lincoln à l'ouest.

## Démographie
Lors du recensement de 2000, les 147 250 habitants de la paroisse se divisaient en 64,48 % de « Blancs », 33,63 % de « Noirs » et d’Afro-Américains, 0,64 % d’Asiatiques et 0,23 % d’Amérindiens, ainsi que 0,33 % de non-répertoriés ci-dessus et 0,67 % de personnes métissées.
La grande majorité des habitants de la paroisse (97,24 %) ne parlent que l'anglais ; la paroisse comptait 0,75 % qui parle le français ou le français cadien à la maison, soit 1 030 gens francophones .

## Municipalités
| - Brownsville-Bawcomville - Claiborne | - Monroe - Richwood | - Swartz - West Monroe |